# 孙泳
孫泳，五胡十六国時代前燕人物，昌黎郡人。其子孫希，《資治通鑑》作孙希是孙泳的弟弟。
孫泳在前燕担任朝鮮县令。338年五月，後趙天王石虎向前燕全域派遣使者，招誘地方官员依附後趙。孫泳拒绝招誘。豪强王清等人密谋担任後趙内应，被孙泳拘捕斩首。共謀者数百人惊惶恐惧，向孙泳请罪，孙泳都不予追究，和他们共同固守。前燕对後趙获得勝利後，燕王慕容皝賞赐孫泳、将軍慕輿根、乐浪郡太守鞠彭等人的功績。后改任南部都尉。
350年二月，前燕攻打后赵，後趙征東将軍鄧恒焚烧倉庫逃出安乐（今北京市顺义区西）。孫泳迅速开进安乐城，扑灭余火，没收了粮食、布匹。三月，燕王慕容儁任命孫泳为广宁郡（今河北省涿鹿县）太守。